# Gnaphalium heleios
Gnaphalium heleios là một loài thực vật có hoa trong họ Cúc. Loài này được P.Royen mô tả khoa học đầu tiên năm 1983.